# Lise Roel et Hugo Höstrup
Lise Roel (1928- ) et Hugo Höstrup (1928-2004) sont des architectes nés Danois et ayant principalement travaillé en Suède entre les années 1960 et 1980.

## Biographie
Nés tous les deux à Randers, Danemark, le couple a obtenu ses diplômes d'architecture en 1954 à l’Académie Royale des Arts à Copenhague. Après des stages à Rome et une période en tant que copropriétaires d'un bureau d'architecture à Halmstad à partir de 1957, les Höstrup ont établi en 1967 leur propre cabinet d'architecture qui a continué son activité jusqu'en 1981, quand le couple a quitté la Suède pour s’installer en France sur la Côte d’Azur.
L'activité des Höstrup en tant qu’architectes a principalement concernée des bâtiments publics (écoles, bâtiment pour la police, maisons de retraite, renouvellement urbain, rénovations) et ils ont remporté dans les années 1960-1980 une vingtaine de concours d’architecture. Leurs projets ont été exposés à Charlottenborg et à Louisiana au Danemark ainsi qu’au musée de l'architecture de Suède. Les bâtiments réalisés, y compris plus récemment leurs deux maisons privées sur la Côte d’Azur, ont fait l'objet de publication dans de nombreuses revues. Les Höstrup ont entretenu au cours de ces années un étroit dialogue professionnel et amical avec le designer réputé Poul Kjaerholm (1929-80) et son épouse Hanne (1930-2009), professeur en architecture.
Parmi les œuvres dessinées et réalisées par Lise et Hugo Höstrup à Halmstad peuvent être mentionnés le commissariat central de police (1960), la poste principale (1960), l'immeuble de bureaux Malcus (1961), l’hôtel Hallandia (1968), l'école Sannarp (1969), l’église de Vallås (1974) et le lycée technique de Kattegatt (1981). Ils ont également réalisé la mairie et la bibliothèque à Båstad (1979) et les bâtiments de la police à Norrköping (1965), à Borås (1965) et à Kalmar (1979).

## Source
- (en) Cet article est partiellement ou en totalité issu de l’article de Wikipédia en anglais intitulé « Lise Roel and Hugo Höstrup » (voir la liste des auteurs).